# Orzeł Biały (przedsiębiorstwo)
Orzeł Biały (do 1999 roku Zakłady Górniczo-Hutnicze Orzeł Biały ) – przedsiębiorstwo prywatne, spółka akcyjna (początkowo polska jednoosobowa spółka Skarbu Państwa, ustanowiona 18 grudnia 1991 roku), zajmująca się głównie recyklingiem zużytych akumulatorów ołowiowych , wytwarzaniem i sprzedażą ołowiu rafinowanego i produktów pochodnych, z siedzibą w Piekarach Śląskich; jednostka dominująca w Grupie Kapitałowej Orzeł Biały SA.

## Historia

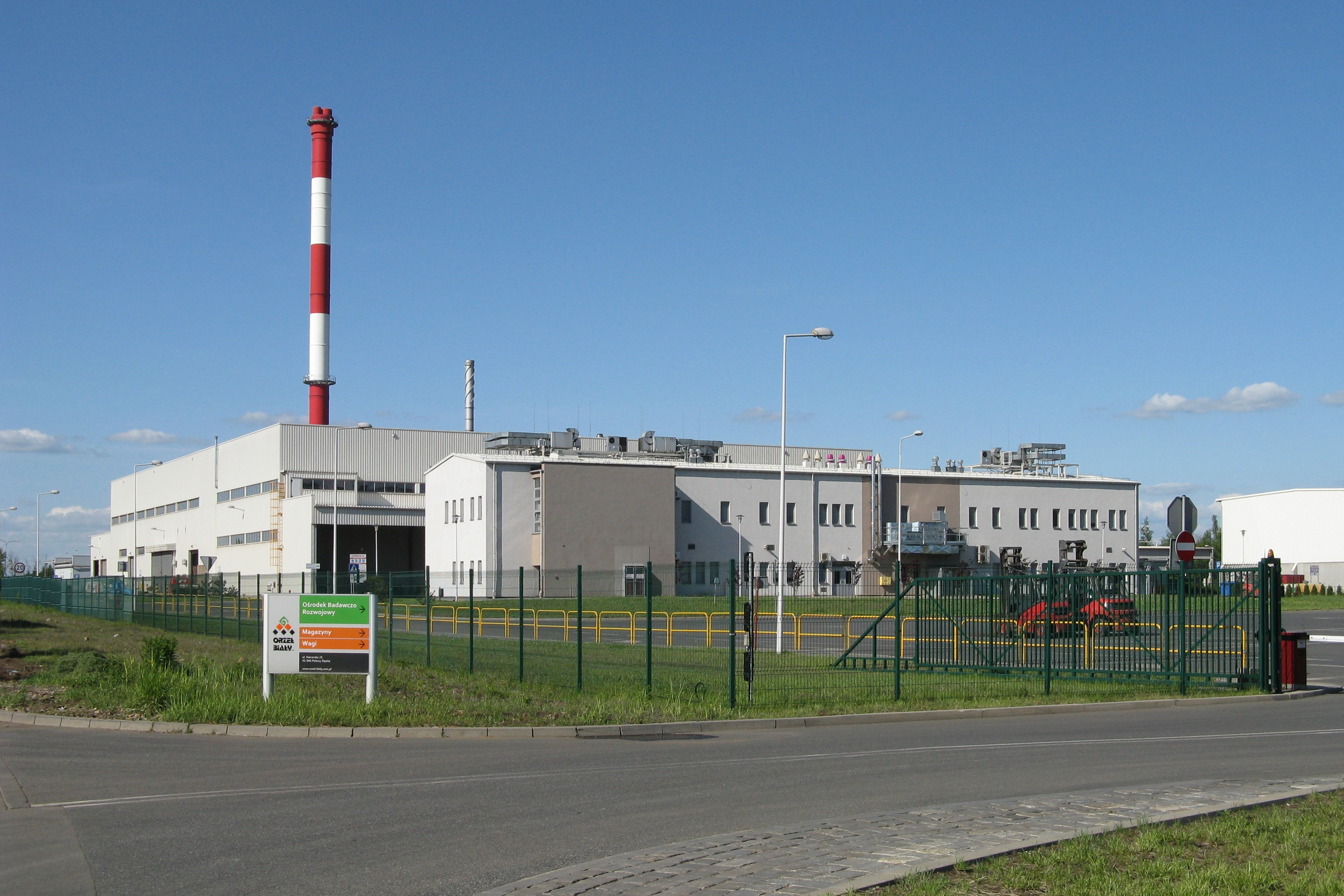
Zakład główny w Piekarach Śląskich (2018)

Firma powstała w oparciu o wcześniejsze Zakłady Górniczo-Hutnicze Orzeł Biały, które zajmowały się górnictwem i hutnictwem rud cynku i ołowiu . 18 grudnia 1991 sporządzono akt notarialny, wskutek którego Zakłady Górniczo-Hutnicze Orzeł Biały zostały przekształcone w jednoosobową spółkę Skarbu Państwa .
W 1999 roku zmieniono nazwę Zakładów na Orzeł Biały SA .
Ze spółki wydzielono 1 grudnia 1999 Centrum Laboratoryjno Produkcyjne Labor Orzeł Biały sp. z. o.o. z siedzibą w Bytomiu, które zajmuje się produkcją jednorazowych półmasek filtrujących do ochrony dróg oddechowych, świadczyło również usługi analiz chemicznych i prowadziło badania środowiska pracy.
W 2002 roku otwarto rafinerię ołowiu  , wcześniej produkowano wyłącznie ołów surowy. W 2003 Polskie Przedsiębiorstwo Ekologiczne nabyło pakiet większościowy akcji spółki. W 2007 roku zakończono proces prywatyzacji pośredniej, poprzez zbycie 25,57% akcji spółki na rzecz Polskiego Przedsiębiorstwa Ekologicznego SA w styczniu tegoż roku. Polskie Przedsiębiorstwo Ekologiczne wprowadziło spółkę na giełdę w 2007 roku . Była to wówczas pierwsza firma zajmująca się w Polsce recyklingiem zużytych akumulatorów ołowiowych  (w 2017 roku konkurentem firmy było przedsiębiorstwo Baterpol z pobliskich Świętochłowic i ZAP Sznajder). Przedsiębiorstwo zostało następnie sprzedane firmie Desislava Investments (obecnie NEF Battery Holdigs) z siedzibą w Luksemburgu, który jest kontrolowany przez AIG Capital Partners Inc. 

## Profil działalności
Spółka zajmuje się odzyskiem surowców z materiałów segregowanych, np. zużytych akumulatorów (recykling akumulatorów w Orle Białym rozpoczęto w 1981 roku), produkuje z nich w wydziale hutniczym  metaliczny ołów, stopy ołowiowoantymonowe i ołowiowowapniowe, cynk i cynę, oraz sprzedaje hurtowo te wyroby oraz rudy metali. Przetwarzaniu podlegają także elektrolity, do czego służy instalacja do ich regeneracji i ewentualnej neutralizacji.

### Technologia
Główny proces technologiczny składa się z następujących etapów:
- kruszenie złomu akumulatorowego w tzw. breakerze, w wydziale przerobu złomu akumulatorowego[31]
- przetop surowców w wydziale hutniczym[31]
- rafinacja ołowiu surowego w wydziale rafinerii[31]
- gospodarka odpadami[31]

## Podmioty zależne i pokrewne
Podmioty związane z działalnością spółki, zależne pośrednio i bezpośrednio od niej i stowarzyszone w Grupie Kapitałowej Orzeł Biały to (stan na 31 grudnia 2013):
- Ekobat Orzeł Biały sp. z o.o.[32], w grupie od 2002 roku, połączona ze spółką 30 grudnia 2016 roku[33], zajmowała się recyklingiem tworzyw sztucznych, głównie polipropylenu z akumulatorów[34], jak i produkcją wyrobów z tworzyw sztucznych[35][22]
- Park Przemysłowo Technologiczny Ekopark sp. z o.o.[22][32], zajmuje się restrukturyzacją lokalnego przemysłu i pozyskiwaniem inwestorów, w grupie od 2007 roku[36][22]
- Niepubliczny Zakład Opieki Zdrowotnej Med-Orzeł sp. z o.o.[32] kontroluje stan zdrowia pracowników, zajmuje się profilaktyką chorób zawodowych[22], w grupie od 2006 roku[37]
- Pumech-Orzeł sp. z o.o.[32], wykonuje usługi serwisowe i remonty urządzeń dla spółki[35], założona w 2001 roku[23][38]
  - Centralna Pompownia Bolko sp. z o.o.[32] (zob. szyb Bolko), założona w czerwcu 1988 roku[18] w grupie od 2003 roku, spółka powołana 19 maja tegoż roku na bazie Pumechu[23], prowadzi odwadnianie Niecki Bytomskiej z wyrobisk zlikwidowanych kopalń rud cynku i ołowiu[39] w celu zapobieżenia zalaniu niżej położonych wyrobisk czynnych kopalń węgla kamiennego[35], finansowana z budżetu państwa[22]
- Orzeł Surowce sp. z o.o.[32], zajmuje się sprzedażą i skupem zużytych akumulatorów, dostarcza materiały dla spółki, w grupie od sierpnia 2009 roku[22][36]
- Centrum Recyklingu Akumulatorów sp. z o.o.[32] z siedzibą w Warszawie, skupuje i odbiera zużyte baterie i akumulatory[40], w grupie od 2012 roku[36]
- Speedmar sp. z o.o.[32], zajmuje się transportem i pozyskiwaniem złomu akumulatorowego, w grupie od 2012 roku[36]
- IP Lead sp. z o.o.[32], w grupie od kwietnia 2013 roku[41]
- IP Lead sp. z o.o. S. K. A.[32], zajmuje się promocją i zarządzaniem znakami towarowymi spółki, w grupie od kwietnia 2013 roku[41]
  - Heliodor sp. z o.o.[32] (100% udziałów IP Lead sp. z o.o. S. K. A.) zajmuje się również promocją i realizacją działań zarządzania marką i znakami towarowymi, w grupie od czerwca 2013 roku[41]

Ponadto grupa posiadała mniejszościowe udziały (stan na 31 grudnia 2013) w następujących przedsiębiorstwach:
- Eko-Kompozyty sp. z o.o. – zajmuje się wdrażaniem nowoczesnych technologii recyklingowych, w grupie od 2011 roku[41]
- Trianna Investment sp. z o.o. – pozyskuje zużyte akumularory z rynku krajowego[36]
- Eko Recykling Group sp. z o.o. – skupuje zużyte akumulatory[42]